# 程书林
程书林（1974年4月19日—2025年3月29日），河南信阳淮滨人，中国大陆男歌手，在网络上常常被称为面筋哥。曾经是流浪歌手，也曾经做过卖烤面筋等生意。2013年参加东方卫视中国梦之声止步第三轮。在二轮结束时他接受看看新闻网的采访，演唱了其代表作《烤面筋》，“面筋哥”的称号起源于此时。
2018年2月开始，程书林的采访视频及其本人由于在哔哩哔哩弹幕网上被二次创作（鬼畜视频等形式）而走红。2018年5月5日，哔哩哔哩鬼畜内容官方运营帐号“请问您今天要来点鬼畜吗？”发布了对程书林的专访，在此专访中，程书林表示不介意“面筋哥”的称号，也不介意以自己为素材的鬼畜视频，称「大家开心就好」。在此专访中程书林还叙说了自己在成为流浪歌手前后的经历以及走红之后的感想。
2024年6月26日，程书林因肝癌晚期而突然昏迷，随后被送入医院ICU抢救，此事件引起大量网友关注。后经抢救，程书林逐渐康复。但后来程书林的病情再度恶化。至2025年3月29日凌晨2时20分因肝癌恶化在河南省郑州市逝世，终年52岁。

## 生平

### 早期经历
程书林出生于河南信阳一个贫困家庭，自称小时候家里穷得盖不起房，只能在村里废弃的林场宿舍的一间平房落脚。其弟弟回忆称，20世纪90年代，程书林在翻砂厂做铸造工。程书林；2000年代随妻子到烟台也学当兽医，在乡下给牛治病。他17岁早婚，育有四子一女。成年后，他到上海做管道工，跟着施工队铺电缆。到烟台后，在养猪之余开始写词，将生活的点滴与情感融入创作。
2008年，程书林在从事卖烤面筋工作时，为了叫卖推广而创作了《面筋歌》，在卖烤面筋时演唱。因遭遇盗窃，跟着一位盲人师傅开始做起了“流浪歌手”。他假扮残疾人，留长发，蓄络腮胡，还特意买了一只蜡嘴鸟，以便在演出时调动气氛；和朋友徐有明一起组过乐队组合“虎虎生福”，因为两人都属虎。

### 初获名声
2013年在杭州参加东方卫视的中国梦之声的海选，第一轮被淘汰，随后由于其独特的生活经历以及演唱方式被复活进入第二轮，最后还是止步第三轮。参加中国梦之声后，程书林曾与昆明维音文化传播有限公司签约，正式发行了少量单曲，包括《面筋歌》、《万般可怜的我》。
在二轮结束看看新闻网的采访视频中，程书林蓬头垢面地演唱了自己创作的《面筋歌》，在演唱过程中，表情夸张，曲调滑稽。在此视频中程书林还介绍了自己的一位流浪朋友，这个流浪朋友回答记者“你从哪里来”的问题时以一种像是念诗的口吻答了一段话。因为程书林的这个朋友没有留下名字，因而被称为“吟游诗人”。

### 鬼畜走红
2018年2月开始，程书林的采访视频及其本人由于在哔哩哔哩弹幕网上被二次创作（鬼畜视频等形式）而走红。同时走红的还有程书林的“吟游诗人”朋友。包括《我的烤面筋，融化你的心！》（up主：还有一天就放假了）、《我的烤面筋天下第一！》（up主：倒悬的橘子）、《饿狼传说》（up主：OELoop）、《电音烤面筋》（up主：小可儿）在内的以程书林的采访视频为素材的鬼畜视频在B站获得许多的播放量，多者可达数千万的播放量。

### B站专访
2018年5月5日，哔哩哔哩鬼畜内容官方运营帐号“请问您今天要来点鬼畜吗？”发布了对程书林的专访，在此专访中，程书林表示不介意“面筋哥”的称号，也不介意以自己为素材的鬼畜视频，大家开心就好；“吟游诗人”朋友已经走丢，希望网友可以帮助寻找；在此专访中程书林还叙说了自己在成为流浪歌手前后的经历以及走红之后的感想。专访发布前后，程书林在bilibili上创建了个人账号“面筋哥-程书林”并开始不时发布动态，后在bilibili直播间10484342开通直播。

### 突发重病
早在2018年年底，程书林就在吃饭时出现过吐血症状，随后就被医生确诊为肝硬化。2018年12月，其抖音、微博、B站账号内容被清空，当时据称是由于短视频平台翻唱版权问题。
2024年6月26日，程书林突然在家中晕倒，程书林的家人见状立即报告120，随后程书林被送往医院ICU进行抢救，医生判定其患有肝癌并已经进入肝癌晚期。6月27日，包括时为女友的翟美杰、三个儿子和女儿在内的程书林家属四人接管了程书林的账号并发布此消息，请求网友协助捐献程书林的医疗费。6月30日，程书林被转院至浙江杭州树兰医院。
7月3日下午，程书林接受了肝移植手术，并已经苏醒，程书林苏醒后流泪似乎想说话，但因重病已插呼吸机而不能说话。7月17日，程书林本人首次亲自通过bilibili向网友报平安。

### 因病逝世
2025年3月29日上午10时，程书林的爱人翟美杰在抖音与哔哩哔哩发布讣告，称“面筋哥”于当日凌晨2点20分，在河南省郑州市因肝癌疾病突发经抢救无效去世，遗体将于4月1日火化，去世时年仅52岁。

## 个人生活
弟弟：程书海。2000年代程书林婚后前往烟台，兄弟俩就断了联系。2018年10月底投奔哥哥，做担任助手，跟随演出，在家买菜做饭。
- 第一任妻子：双方1991年（程书林时年17岁）早婚，离婚于2006年[7]（或2009年[3]），育有四子一女。三子1998年出生，在病情期间照顾父亲。女儿（化名李黛）随母亲生活，在其再婚后随继父姓。
- 第二任妻子：翟美杰，比程书林小十几岁，双方2019年于北京相识。程书林的孩子称她为“小妈”。她表示，程书林此前怕拖累她，直到2024年11月2日官宣结婚[23]。

## 作品列表

### 专辑
| 日期       | 专辑名         | 发行公司                 |
| 2016-11-03 | 面筋歌         | 维音唱片                 |
| 2017-07-06 | 好兄弟         | 四川音符文化传媒有限公司 |
| 2017-07-07 | 网恋之歌       | 四川音符文化传媒有限公司 |
| 2017-07-07 | 幸福恋人       | 四川音符文化传媒有限公司 |
| 2017-10-10 | 阳光会把你照耀 | 环视文化                 |

### 歌曲
| 日期       | 单曲             | 专辑           | 備註                                             |
| 2016-11-03 | 面筋歌           | 面筋歌         | 此曲早在2013年已创作完成，2016年为正式发行日期。 |
| 2016-11-03 | 我爱上了一个女孩 | 面筋歌         |                                                  |
| 2016-11-03 | 爱上你真好       | 面筋歌         |                                                  |
| 2016-11-03 | 万般可怜的我     | 面筋歌         |                                                  |
| 2016-11-03 | 你的小白脸在哪里 | 面筋歌         |                                                  |
| 2016-11-03 | 夜凉如水         | 面筋歌         |                                                  |
| 2017-07-06 | 好兄弟           | 好兄弟         |                                                  |
| 2017-07-07 | 网恋之歌         | 网恋之歌       |                                                  |
| 2017-07-07 | 幸福恋人         | 幸福恋人       |                                                  |
| 2017-10-10 | 关不上的窗       | 阳光会把你照耀 |                                                  |
| 2017-10-10 | 不敢打电话       | 阳光会把你照耀 |                                                  |
| 2017-10-10 | 阳光会把你照耀   | 阳光会把你照耀 |                                                  |
| 2017-10-10 | 丁香姑娘         | 阳光会把你照耀 |                                                  |
| 2017-10-10 | 花田错           | 阳光会把你照耀 | 翻唱自王力宏单曲《花田错》                       |